# Rivel (fietsmerk)
Rivel is een Nederlands merk van fietsen.

## Bedrijfsgeschiedenis
Rivel is afkorting van de twee oprichters: Riemersma en Haije van der Velde. Met hun samenwerking startte in 1948 in Surhuisterveen een fietsproductiebedrijf. Na successen en ook moeilijke jaren werd in 1991 het faillissement aangevraagd. Een kleine doorstart kreeg in 1993 de steun van Union. In 2005 nam Dutch Bicycle Group B.V. (BIG) uit Deventer Union over en daarmee ook de merknaam Rivel. De fietsen worden nu in Oost-Europa geproduceerd.